# Apterivorax
Apterivorax är ett släkte av svampar. Apterivorax ingår i familjen Neozygitaceae, ordningen Entomophthorales, divisionen oksvampar och riket svampar.
|             | Neozygites                                                                      |
|             |                                                                                 |
| Apterivorax | \| \| Apterivorax sminthuri \| \| \| \| \| \| Apterivorax acaricida \| \| \| \| |
|             | \| \| Apterivorax sminthuri \| \| \| \| \| \| Apterivorax acaricida \| \| \| \| |
|             | Apterivorax sminthuri                                                           |
|             |                                                                                 |
|             | Apterivorax acaricida                                                           |
|             |                                                                                 |

|  | Apterivorax sminthuri |
|  |                       |
|  | Apterivorax acaricida |
|  |                       |